# WTA Challenger Suzhou
Das WTA Challenger Suzhou (offiziell: Caoxijiu Suzhou Ladies Open) war ein Damen-Tennisturnier der WTA Challenger Series, das 2013 und 2014 in der chinesischen Stadt Suzhou ausgetragen wurde. 2012 hatte an gleicher Stelle bereits ein ITF-Turnier stattgefunden.

## Siegerliste

### Einzel
| Jahr | Siegerin           | Finalgegnerin | Ergebnis      |
| ---- | ------------------ | ------------- | ------------- |
| 2013 | Shahar Peer        | Saisai Zheng  | 6:2, 2:6, 6:3 |
| 2014 | Anna-Lena Friedsam | Duan Yingying | 6:1, 6:3      |

### Doppel
| Jahr | Siegerinnen                    | Finalgegnerinnen       | Ergebnis         |
| ---- | ------------------------------ | ---------------------- | ---------------- |
| 2013 | Timea Babos Michaëlla Krajicek | Xinyun Han Eri Hozumi  | 6:2, 6:2         |
| 2014 | Chan Chin-wei Chuang Chia-jung | Misa Eguchi Eri Hozumi | 6:1, 3:6, [10:7] |